# Chimarra elia
Chimarra elia is een schietmot uit de familie Philopotamidae. De soort komt voor in het Neotropisch en het Nearctisch gebied.